# 참견은 노 사랑은 오예
참견은 노 사랑은 오예는 1993년 공개된 대한민국의 영화이다.

## 배역
- 신현준 : 김 선생 역
- 김혜선 : 최 선생 역
- 이대로 : 교장 역
- 서갑숙 : 기호 모 역
- 최동준 : 기호 부 역
- 김혜옥 : 병수 모 역
- 이지산 : 병수 부 역
- 이숙 : 뚱보 모 역
- 국정환 : 뚱보 부 역
- 송희연 : 재붕 모 역
- 이인옥 : 완기 모 역
- 배장수 : 주심 역
- 이정욱 : 불량배 1 역
- 황동섭 : 불량배 2 역
- 이정재 : 불량배 3 역
- 신동욱 : 다른 학교 교장 역
- 박용팔 : 애견 센터 주인 역
- 최지원 : 여선생 1 역
- 이경숙 : 여선생 2 역
- 서재경 : 기호 역
- 김철형 : 병수 역
- 안형일 : 완기 역
- 임창대 : 대붕 역
- 김만수 : 뚱보 역
- 김은미 : 상희 역
- 차효림 : 미숙 역
- 김기주 : 순진 역
- 김민지 : 보라 역
- 장민 : 전봇대 역
- 윤익희 : 강시 역
- 김윤기 : 민철 역
- 전진우: 오균 역
- 채규철 : 한섬 역
- 박지상 : 남호 역
- 문혜지 : 재연 역
- 지태호 : 야구부 역
- 이혁열 : 야구부 역
- 강세진 : 야구부 역
- 박신우 : 야구부 역
- 박용진 : 야구부 역
- 허준 : 야구부 역

## 수상
- 1993년 제14회 청룡영화상
  - 감독상 - 김유진
  - 여우조연상 - 김혜선